# Sophie O’Sullivan
Sophie O’Sullivan (* 23. Dezember 2001 in Melbourne) ist eine irische Leichtathletin, die im Mittel- und Langstreckenlauf antritt. Sie ist die Tochter der ehemaligen Weltmeisterin Sonia O’Sullivan.

## Sportliche Laufbahn
Erste internationale Erfahrungen sammelte Sophie O’Sullivan, die in Australien aufwuchs, im Jahr 2018, als sie bei den U18-Europameisterschaften in Győr in 2:06,05 min die Silbermedaille im 800-Meter-Lauf gewann. Im Dezember gelangte sie bei den Crosslauf-Europameisterschaften in Tilburg nach 14:59 min auf den 60. Platz im U20-Rennen. Im Jahr darauf schied sie bei den U20-Europameisterschaften in Borås mit 2:11,53 min im Halbfinale aus und 2021 begann sie ein Studium an der University of Washington. 2023 wurde sie bei der 3. Liga der Team-Europameisterschaft im Rahmen der Europaspiele in Chorzów in 4:27,96 min Erste im 1500-Meter-Lauf. Anschließend siegte sie in 4:07,18 min bei den U23-Europameisterschaften in Espoo und schied dann bei den Weltmeisterschaften in Budapest mit 4:02,15 min in der ersten Runde aus. Im Jahr darauf schied sie bei den Olympischen Sommerspielen in Paris mit 4:03,73 min in der Hoffnungsrunde über 1500 Meter aus.
2025 schied sie bei den Hallenweltmeisterschaften in Nanjing mit 4:16,68 min in der Vorrunde über 1500 Meter aus.
2024 wurde O’Sullivan irische Meisterin im 1500-Meter-Lauf.

## Persönliche Bestleistungen
- 800 Meter: 2:00,28 min, 14. Juli 2024 in Lignano Sabbiadoro
- 1000 Meter: 2:37,08 min, 4. August 2023 in Bern
- 1500 Meter: 4:00,23 min, 6. August 2024 in Paris
- Meile: 4:33,24 min, 11. Februar 2023 in Seattle
- 3000 Meter: 8:44,72 min, 6. September 2023 in Rovereto